# Libro de emblemas

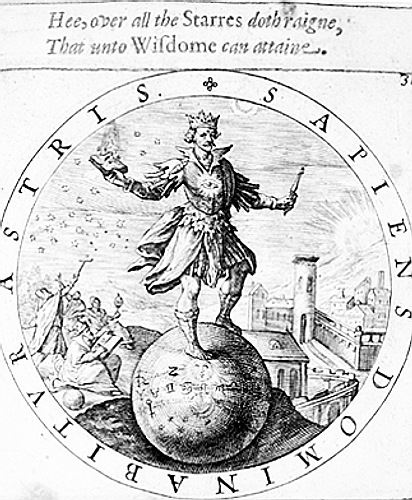
La sabiduría, en el Libro de Emblemas de George Wither (Londres, 1635).

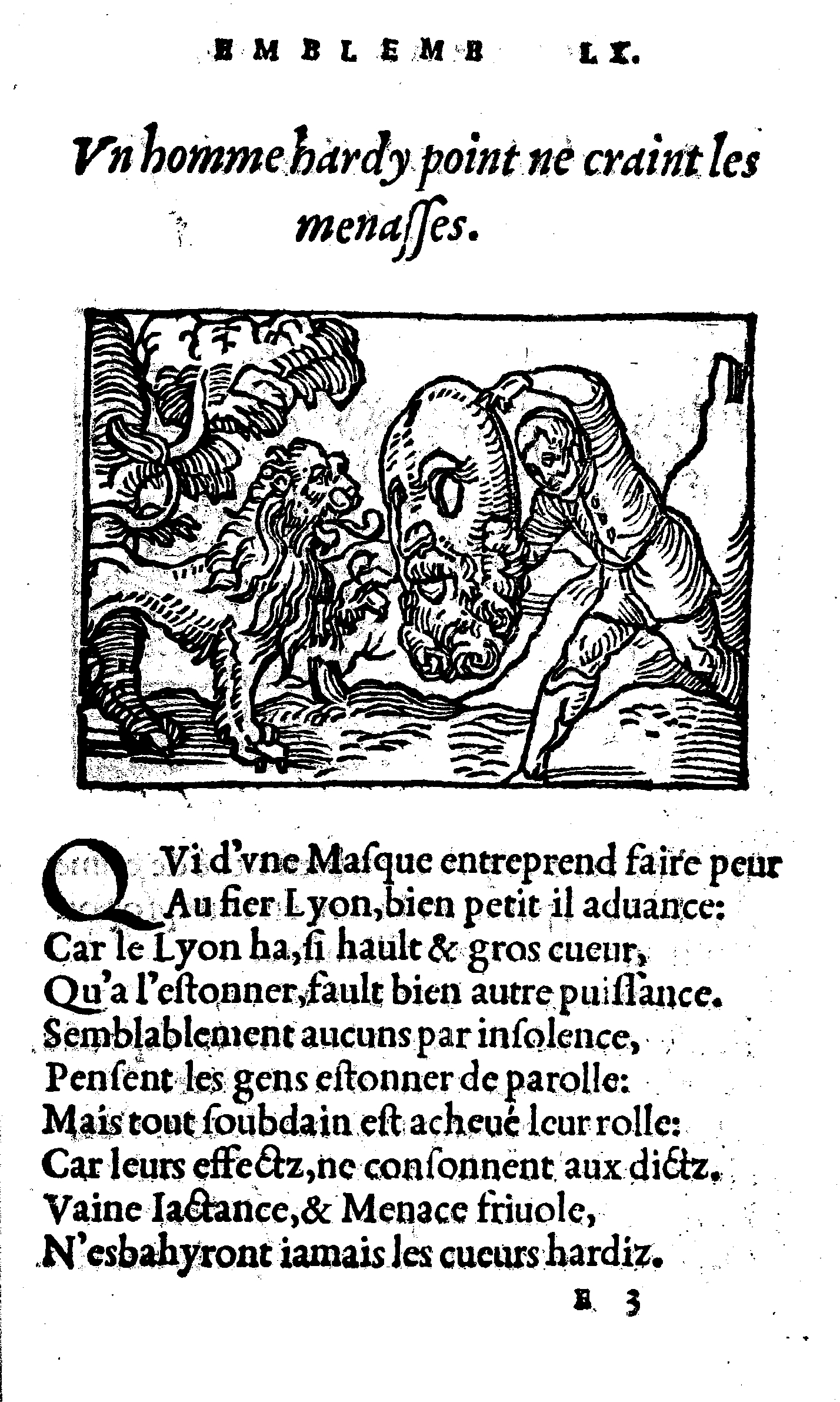
Xilografía de Guillaume de La Perrière, Le Théâtre des bons engins, 1539.

Los libros de emblemas o libros emblemáticos son una categoría particular de libros didácticos ilustrados impresos en Europa durante los siglos XVI y XVII, que contienen una serie de imágenes simbólicas con textos explicativos.
Los estudiosos difieren sobre la cuestión clave de si los emblemas reales en cuestión son las imágenes visuales, los textos que se acompañan, o la combinación de ambas. Esto es comprensible, puesto que el primer libro de emblemas, el Emblematum liber (conocido más tarde como los Emblemata) de Andrea Alciato, fue publicado por primera vez en una edición no autorizada en la que los grabados en xilografía fueron elegidos por el impresor sin ninguna indicación del autor, que había distribuido el texto en forma manuscrita sin ilustración. 
Algunos de los libros de emblemas más antiguos no llevaban ilustraciones, especialmente los realizados por el impresor francés Denis de Harsy. Con el tiempo, sin embargo, el público lector esperaba que los libros de emblemas contuviesen combinaciones de textos e imágenes. Cada combinación consistía en una xilografía o grabado sobre metal acompañado por uno o varios textos breves, destinados a inspirar a sus lectores reflexiones sobre lecciones de  moralidad derivadas del conjunto de texto e imagen. La imagen era objeto de numerosas interpretaciones: sólo mediante la lectura del texto, el lector podría determinar el significado que pretendía el autor. Así, los libros están estrechamente relacionados con la personal combinación simbólica entre el texto y la imagen. 
Los libros de emblemas, tanto seculares como religiosos, alcanzaron una enorme popularidad en todo el continente europeo. Fueron especialmente numerosos en Holanda, Bélgica, Alemania y Francia, y no tuvieron tanto éxito en Gran Bretaña. Andrea Alciato, escribió los epigramas que figuran en el primero y más difundido libro de emblemas, el Emblematum liber, publicado por Heinrich Steyner en 1531 en Augsburgo. Otro influyente libro ilustrado fue la Iconologia de Cesare Ripa, publicado por primera vez en 1593, aunque no fuese propiamente un libro de emblemas, sino una colección de alegorías eruditas.
Dos libros de emblemas ingleses fueron publicados en 1635, el famoso Emblems de Francis Quarles y A collection of Emblemes, Ancient and Moderne de George Wither. Muchas obras emblemáticas tomaron prestadas planchas o textos (o ambos) de libros anteriores, como en el caso de Choice of Emblemes de Geoffrey Whitney, una compilación que utilizaba principalmente los recursos de la Officina Plantiniana.
Los primeros estudios europeos de jeroglíficos egipcios, como los de Atanasio Kircher, supusieron que los jeroglíficos eran emblemas, y en consecuencia,los interpretaron imaginativamente.

## España
En España, los Emblemata se tradujeron al castellano por Bernardino Daza Pinciano (Lyon, 1549) y recibió los comentarios de Diego López (Declaración magistral sobre los Emblemas de Andrés Alciato, Valencia, 1615), del gran humanista Juan de Mal Lara (Comentario de los Emblemas de Alciato) y del Brocense (Comment. in And. Aciati Emblemata, Lugduni, 1573). Como la imprenta pasaba grandes dificultades, la emblemática no encontró pronto una vía fácil para producir obras impresas. Las primeras manifestaciones que se conocen de este género se aprecian en los festejos públicos que levantan aparatos de arte efímero, donde se hallan descripciones de los programas iconográficos que se utilizaron para celebrar entradas de reyes o exequias de personajes ligados a la monarquía. Se utilizan emblemas y epigramas en forma canónica mucho antes de que existieran libros de emblemas españoles. Durante el siglo XVI, lo que interesó a los emblemistas fue, sobre todo, el aspecto utilitario y didáctico del emblema.
La literatura emblemática tuvo en España sobre todo contenido moral y religioso salvo tal vez en el caso de Diego de Saavedra Fajardo y de Juan de Solórzano, que pretendieron dar a sus emblemas un carácter exclusivo de enseñanza a príncipes y gobernantes para el buen gobierno.
Los primeros emblemistas españoles fueron:
- Juan de Borja, Empresas Morales (Praga, 1581).
- Francisco de Guzmán, Triumphos morales (Alcalá de Henares, 1565).
- Juan de Horozco y Covarrubias, Emblemas morales (Segovia, 1591, editio optima).
- Hernando de Soto, Emblemas moralizadas (Madrid, 1599).
- Juan Baños de Velasco, L. Anneo Séneca ilustrado en blasones políticos y morales (Madrid, 1670).
- Sebastián Covarrubias, Emblemas morales (Madrid, 1610).
- Juan Francisco Fernández de Heredia, Trabajos y afanes de Hércules, floresta de sentencias y exemplos (Madrid, 1682).
- Herman Hugo (tr. de Pedro de Salas, s.j.), Affectos divinos con emblemas sagradas (Valladolid, 1658).
- Antonio de Lorea, David pecador y David penitente: empresas morales político-cristianas (Madrid, 1674).
- Andrés Mendo (s.j.), Príncipe perfecto y ministros ajustados, documentos políticos y morales (Lyon, 1662).
- Lorenzo Ortiz (s.j.), Memoria, entendimiento y voluntad. Empresas que enseñan y persuaden su buen uso en lo moral y en lo político (Sevilla, 1677).
- Lorenzo Ortiz (s.j.), Ver, oír, oler, gustar, tocar. Empresas que enseñan y persuaden su buen uso en lo político y en lo moral (Lyon, 1687).
- Antonio Pérez, Retrato al vivo del natural de la fortuna (Rhodanusia [París?], 1625).
- Cristóbal Pérez de Herrera, Proverbios morales y consejos cristianos (Madrid, 1618).
- Alonso Remón, Discursos elógicos y apologéticos. Empresas y divisas sobre san Pedro de Nolasco (Madrid, 1627).
- Diego Saavedra Fajardo, Idea de un principe politico christiano : representada en cien empresas (En Monaco [Múnich], Nicolao Enrico, 1640).
- Juan Solórzano Pereira, Emblemata regio-política in centuriam una redacta (Madrid, 1650).
- Juan Francisco de Villava, Empresas espirituales y morales (Baeza, 1613).